# Grafschaft Haldensleben
Die Grafschaft Haldensleben war eine mittelalterliche Grafschaft im heutigen Sachsen-Anhalt; Hauptort war Haldensleben im frühmittelalterlichen Nordthüringgau.
966 wurde hahaldeslevo in einer Urkunde, in der Kaiser Otto I. einen gewissen Mamaco mit der Grafschaft Haldensleben belehnt, erstmals erwähnt.
Die Familie der Herren oder Grafen von Haldensleben wurde in Folgezeit mehrmals mit dem Gebiet der Nordmark östlich der Elbe belehnt. Allerdings konnten sie diese Herrschaft nie ausüben, da das Gebiet seit 983 nicht mehr zum Herrschaftsbereich des Heiligen Römischen Reiches gehörte.
1057 starben die Grafen von Haldensleben in männlicher Linie aus. 
Gertrud von Haldensleben († 1116) war Großmutter von Kaiser Lothar III.

## Stammliste
1. Dietrich von Haldensleben, † 985, Markgraf der Nordmark 965
  1. Bernhard I., † um 1018, Markgraf der Nordmark 1009
    1. Bernhard II., † 1044/51, Markgraf der Nordmark 1018–1044
      1. Wilhelm, † 10. September 1056, Markgraf der Nordmark 1044
      2. Konrad, † 10. September vor 1056, Graf von Haldensleben
        1. Gertrud, † 21. Februar 1116, 1076 in Mainz gefangen; ⚭ I Friedrich, wohl Friedrich von Formbach, ⚭ II Ordulf, † 28. März 1072, Herzog von Sachsen (Billunger)

      3. Otto, † Juni 1057

    2. Othelendis, ⚭ Dietrich III., Graf von Holland 993–1039

  2. Thietberga, ⚭ Dedo I. von Wettin, ermordet 13. November 1009 (Wettiner)
  3. Oda, * vor 962, † 1023, ⚭ Mieszko I., Herzog von Polen
  4. Mathilda, ⚭ Pribislaw, Fürst der Heveller